# Open Exotentuinen
De Open Exotentuinen is een jaarlijks terugkerend evenement. Elk jaar wordt een aantal jungletuinen opengesteld voor het publiek. Het evenement werd voor het eerst georganiseerd gedurende het laatste weekend van augustus 2004.  Een tiental 'jungletuinen' uit Vlaanderen (België) en Nederland werd opengesteld voor het publiek.  Voortaan gaan de Open Exotentuinen door op het laatste weekend van juli en het laatste weekend van augustus.
Exotentuinen zijn siertuinen die, omwille van de exotische uitstraling door het gebruik van uitheemse planten, dikwijls grootbladig, een vakantiesfeer oproepen.
Het evenement Open Exotentuinen wordt sindsdien georganiseerd in België, Nederland, Duitsland, Oostenrijk, Luxemburg en Denemarken.  Ook exotentuinen uit Zwitserland, Frankrijk, Italië, Spanje, Liechtenstein, Polen, Hongarije, Tsjechië, Roemenië, Noorwegen, Zweden, Finland, Groot-Brittannië en Ierland kunnen deelnemen. Tientallen tuinen doen mee.
Bij de aanleg en het onderhoud van de exotentuin zorgt de eigenaar er uitdrukkelijk voor dat er geen invasieve planten worden gebruikt, tenzij met de nodige bescherming zodat er geen verwildering in de vrije natuur mogelijk is.  Een veel aangeplante plant is de Trachycarpus fortunei, een waaierpalm.  Ook Chamaerops en Musa's zijn felbegeerde jungleplanten.